# Camma Larsen-Ledet

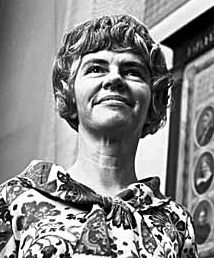
Camma Larsen-Ledet (1964)

Camma Sylvia Larsen-Ledet (Geburtsname: Camma Sylvia Søgaard; * 22. Oktober 1915 in Esbjerg; † 16. August 1991) war eine dänische Politikerin der Socialdemokraterne, die unter anderem zwischen 1964 und 1968 Mitglied der Folketing, des dänischen Parlaments, sowie von 1966 bis 1968 Familienministerin in der Regierung Krag II war. Sie fungierte ferner zwischen 1970 und 1986 als Bürgermeisterin der Kommune Aabenraa.

## Leben
Camma Sylvia Larsen-Ledet, Tochter des Maschinisten Albert Poulsen Søgaard (1889–1950) und von Lucia Holm (1879–1953), absolvierte nach dem Realschulabschluss von 1930 bis zum Handelsschulabschluss 1932 eine Berufsausbildung zur Büroangestellten bei der Tageszeitung „Vestkysten“ in Esbjerg und war dort zuletzt von 1935 bis 1939 als Sekretärin in der Redaktion tätig. Am 19. August 1939 heiratete sie den Journalisten Clement Larsen-Ledet (1915–1984), Sohn des Journalisten und Schriftstellers Lars Larsen-Ledet (1881–1958) und von Nielsine K. K. Nielsen (1884–1955). Nach der Heirat war sie bis zu Beginn der 1950er Jahre Hausfrau und begann daraufhin ihr politisches Engagement für die Socialdemokraterne.
Camma Larsen-Ledet war von 1950 bis 1962 Mitglied des Stadtrates, Beigeordnete und stellvertretende Bürgermeisterin von Aabenraa sowie von 1952 bis 1957 Kaplanin des Bezirksrates der Internationalen Organisation der Guttempler (IOGT) und zwischen 1954 und 1961 Vorstandsmitglied der Sozialdemokratischen Vereinigung in Aabenraa. Daneben war sie in Aabenraa Vorsitzende des Ausschusses für Technische Unternehmen, Vorsitzende des Frauenausschusses der Sozialdemokraten, Mitglied des Verwaltungsrates der Kindergärten, Mitglied im Vorstand der Vereinigung Norden, Mitglied des Vorstands des Dänischen Frauenverbandes DK (Dansk Kvindesamfund), Mitglied des Verwaltungsrates der Konsumgenossenschaft (Åbenrå Brugsforening) und von deren Genossenschaftswäscherei.

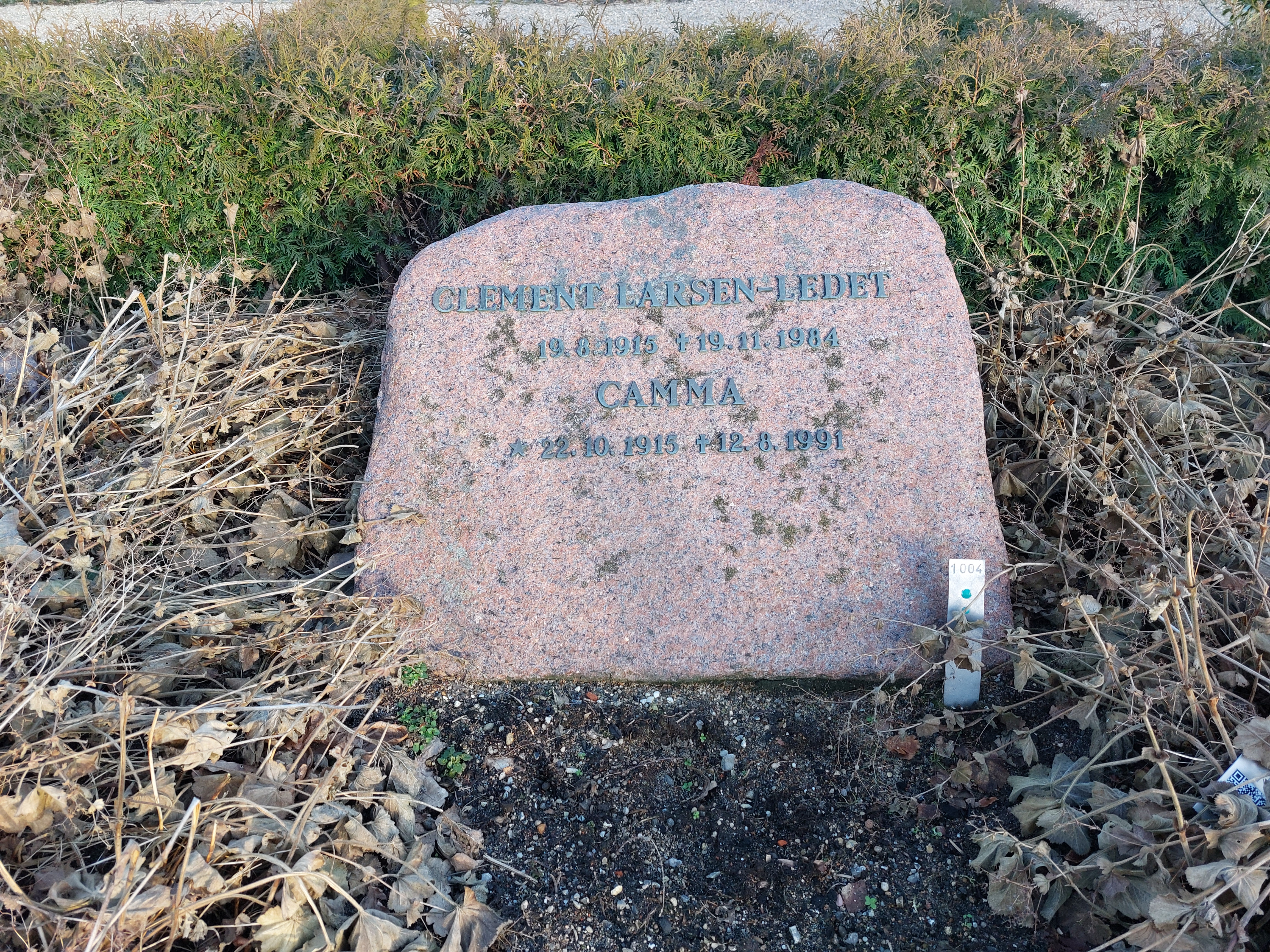
Grabstätte der Eheleute Larsen-Ledet auf Åbenrå Kirkegård

Am 22. September 1964 wurde Camma Larsen-Ledet für die Sozialdemokraten Mitglied der Folketing, des dänischen Parlaments, und vertrat dort bis zum 23. Januar 1968 den Wahlkreis „Ribe Amtskreds“. Sie war von 1965 bis 1966 Am 28. November 1966 wurde sie als Familienministerin (Minister for familiens anliggender) in die Regierung Krag II berufen und bekleidete dieses Ministeramt bis zum 2. Februar 1968. Mitglied des Finanzausschusses des Kinder- und Jugendwohlfahrtsdienstes sowie 1966 sowohl Mitglied des Nationalen Rates für Kinder- und Jugendfürsorge (Landsnævnet for Børne- og Ungdomsforsorg) als auch Vorsitzende des Verbraucherrats (Forbrugerrådet).
Nach ihrem Ausscheiden aus Parlament und Regierung wurde Camma Larsen-Ledet 1970 erneut Mitglied des Stadtrates von Aabenraa und wurde sofort zur ersten Bürgermeisterin der neu entstandenen Kommune Aabenraa gewählt, ein Amt, das sie bis zu ihrer Ablösung durch Jens Terp-Nielsen 1986 innehatte. Sie war des Weiteren von 1970 bis 1986 Vorstandsmitglied des Dänischen Gemeindeverbandes KL (Kommunernes Landsforening), dessen stellvertretende Vorsitzende sie von 1974 bis 1981 war. Darüber hinaus fungierte sie zwischen 1983 und 1987 als Vorsitzende der Sonderbauinspektion (Det Særlige Bygningssyn), ein Gremium des Kulturministeriums, zur Beratung der Kulturerbebehörde (Kulturarvsstyrelsen) in Fragen des Denkmalschutzes und der Denkmalpflege. Nach ihrem Tode wurde sie auf dem Friedhof „Åbenrå Kirkegård“ beigesetzt.